# Laguna de los Cisnes
La laguna de los Cisnes è un piccolo lago in Argentina. Si trova nel  Dipartimento di Río Chico,  Provincia di Santa Cruz, in Patagonia.
È stato dichiarato Monumento naturale.

## Geografia
La laguna si stende da nord a sud per una lunghezza di 4,2 km, ad un'altezza di 622 metri s.l.m.. Copre una superficie di approssimativamente 4,5 km². Si trova a 27 chilometri ad est-sudest di Bajo Caracoles e a meno di 40 km dalla Cueva de las Manos nel cañón del fiume Pinturas, nel giacimento preistorico dichiarato Patrimonio dell'umanità.
È alimentato dal río Olnie, emissario del lago Olnie II, a sua volta alimentato dalle piogge della parte orientale del Cerro Belgrano (di 1961 metri s.l.m.)
La laguna fa parte di un bacino endoreico, che comprende il río Olnie, che si apre nella costa sudest e, attraverso questa, elimina l'eccesso di acqua in modo intermittente verso la laguna Olin. Questo ramo è normalmente secco, ma si riempie specialmente durante i periodi di inondazione o negli anni piovosi. Questo sistema consente tanto lo svuotamento regolare tanto dei laghi Olnie I e Olnie II, che della laguna de los Cisnes, ed evita che si accumuli il sale.